# Зигмунт I Стари
Зигмунт I Стари (на полски: Zygmunt I Stary, на литовски: Žygimantas Senasis, на беларуски: Жыгімонт Стары; * 1 януари 1467, Коженице, Полша; † 1 април 1548, Краков, Кралство Полша) е крал на Полша и велик княз на Литва в периода (1506 – 1548).

## Произход
Син е на крал Кажимеж IV Ягелончик (1427 – 1492) и Елизабет фон Хабсбург (ок. 1436 – 1505).

## Фамилия
Първи брак: на 18 февруари 1512 година с Барбара Заполя. Те имат децата:
- Ядвига Ягелонка (1513–1573)
- Анна Ягелонка

Втори брак: на 18 април 1518 година с Бона Сфорца, дъщеря на миланския херцог Джан Галеацо Сфорца. Те имат децата:
- Изабела Ягелонска (1519 – 1559), съпруга на Янош Заполя (1487 – 1540), крал на Унгария (1527 – 1540), княз на Трансилвания;
- Зигмунт II Август (1520 – 1572) – крал на Полша и велик княз на Литва, управлява 1548 – 1572 г.
- София Ягелонка (1522 – 1575) – брак на 22 февруари 1556 г. за католическия херцог Хайнрих II фон Брауншвайг-Волфенбютел (1489 – 1568) от род Велфи (Среден Дом Брауншвайг), херцог на Херцогство Брауншвайг-Люнебург и княз на Брауншвайг-Волфенбютел. Тя е втората му съпруга. Те нямат деца.
- Анна Ягелонка (1523 – 1596) – съпруга на Стефан Батори, кралица на Полша и велика княгиня на Литва в периода (1575 – 1586), последна представителка на полската династия на Ягелоните.
- Катерина Ягелонина (1526 – 1583) – съпруга на крал Йохан III.

Той има и извънбрачни деца
- Олбрахт Ягелончик

- Портрети на децата
- Ядвига Ягелонка (1513 – 1573)
- Изабела Ягелонка
- Зигмунт II Август
- София Ягелонка
- Анна Ягелонка
- Катерина Ягелонина